# Bret Harrison
Bret Michael Harrison (Portland, Oregón, 6 de abril de 1982) es un actor estadounidense. Empezó a actuar cuando era niño en los pequeños teatros en la zona. Sin embargo, no fue hasta que un maestro en Northwest Children's Theater quien hizo que cambie de opinión y tomase en serio la profesión. Se graduó de la secundaria y se dirigió a Los Ángeles por su cuenta. Pocos meses después de su llegada a la ciudad, Harrison obtuvo el papel de Brad O'Keefe en la comedia Grounded For Life.
Otras participaciones de Harrison en televisión y cine se incluyen papeles protagónicos en los dramas The OC y Law & Order: SVU. Coprotagonizó la película Orange County, con Colin Hanks y Jack Black, y apareció frente a Laura Prepon en Lightning Bug. Participó en la serie Breaking in en el año 2011 como Cameron Price. Además fue actor regular en la primera temporada de la serie Undressedd y apareció en la película Everybody's Doing It, que aborda la educación sexual, ambos de MTV. 
En su tiempo libre, Harrison disfruta del surf y de tocar la guitarra con su banda y también es integrante del grupo musical de indie rock: Big Japan, es guitarrista.
Desde 2014 actúa en la serie Astronaut Wives Club, representando el papel de Gordon Cooper.
- Datos: Q910472